# Dromococcyx
Dromococcyx ist eine Gattung der Unterfamilie der Erdkuckucke in der Familie der Kuckucke.

## Verbreitung und Merkmale
Vertreter der Gattung Dromococcyx leben in der Neotropis in bewaldeten Gebieten. Das Gefieder ist braun gefärbt. Auffallend sind die breiten Schwanzfedern sowie das Deckgefieder, welches bis zu den Spitzen des Schwanzgefieders reicht. Beide Arten besitzen zudem eine Haube. Die Kuckucke bewegen sich meist am Boden, worauf auch der Name Dromococcyx verweist, der sich aus den griechischen Worten für rennen (dromos) und Kuckuck (kokyx) zusammensetzt. Beide Arten sind Brutparasiten.

## Systematik
Die Gattung umfasst zwei Arten. Das Schwestertaxon ist die Gattung Tapera. Die deutschen Namen folgen Avibase.
- Pfauenkuckuck (Dromococcyx pavoninus)
- Fasanenkuckuck (Dromococcyx phasianellus)